# Feldflugplatz
Ein Feldflugplatz ist ein Flugplatz, der vorübergehend auf ursprünglich dafür nicht vorgesehenem, aber geeignetem Grund eingerichtet wird.
Es wird zwischen militärischen und zivilen Feldflugplätzen unterschieden, das Kriterium hierfür ist die Nutzung der Anlage und die Nutzungsdauer. Die Größe von Feldflugplätzen orientiert sich zumeist am unteren Limit für die benötigte Start- und Landestrecken und ist abhängig vom verwendeten Flugzeugtyp.

## Zivile Feldflugplätze
Diese findet man vornehmlich in Gebieten, in denen wenig Flugverkehr abgewickelt wird, so dass der Bau eines konventionellen Flughafens mit betonierten Start- und Landebahnen nicht in Frage kommt. Beispiele sind Regionen in Afrika oder Südamerika. Auch viele Segelflugplätze sind im erweiterten Sinn ein Feldflugplatz mit einer reinen Grasbahn. Oft wird z. B. nur ein Stück Wald gerodet und planiert, so dass kleine und mittlere Propellerflugzeuge starten und landen können. Jets sind wegen der unbefestigten Bahnen schlecht geeignet, da sie meist für höhere Geschwindigkeiten ausgelegt sind und daher auch höhere Start- und Landegeschwindigkeiten sowie größere Startbahnlängen benötigen, was zu Problemen bei unbefestigtem Untergrund führt. Die Anforderungen an die Flugzeuge sind insbesondere kurze Start- und Landestrecken sowie stabile Fahrwerke. Zivile Feldflugplätze sind in den meisten Fällen nicht für eine begrenzte Nutzungsdauer gedacht.
In der Gefahrenabwehr werden bei längeren Großschadenslagen oder Katastrophen ggf. auch Feldflugplätze (i. d. R. nur für Hubschrauber) notwendig, um lange und teure Flüge z. B. zum Auftanken mit Betriebsstoffen zu vermeiden. Hier wird i. d. R. auf die entsprechende Logistik des Militärs (z. B. Bundeswehr), der Bundespolizei oder in seltenen Fällen auch von zivilen Hubschrauberbetreibern zurückgegriffen.
Diese Feldflugplätze haben i. d. R. nur eine beschränkte Nutzungsdauer von nur wenigen Stunden oder Tagen.
Agrarflug zur Vertreibung von Staren von Weinkulturen im Burgenland wird seit den 1960ern ab August von mehreren Feldflugplätzen aus betrieben, auf denen jeweils eine Piper Cub samt Pilot auf Abruf stationiert ist.

## Militärische Feldflugplätze
Diese dienen zur Aufrechterhaltung der Luftkampffähigkeit und werden angelegt, wenn entweder reguläre Flughäfen zerstört wurden oder wenn taktische Maßnahmen Startplätze fernab von vorhandenen Flugplätzen erfordern. Angelegt werden diese Start- und Landebahnen auf ebenen Flächen oder dafür angelegten befestigten Straßen und Autobahnen. Zur feldmäßigen Befestigung der Bahnen kommen sogenannte Sandbleche zum Einsatz. Diese ermöglichen es innerhalb kürzester Zeit, eine für Flugzeuge und schwereres Gerät nutzbare Fläche bereitzustellen, die relativ witterungsunabhängig ist. Im Vietnamkrieg kamen auch Textilbahnen zum Einsatz.
Die Anforderungen an die Flugzeuge für unbefestigte Start- und Landebahnen sind kurze Start- und Landestrecken („Short Take-Off and Landing“) sowie ein stabiles Fahrwerk. Militärische Feldflughäfen sind taktischen Überlegungen unterworfen und daher in der Nutzungsdauer begrenzt.

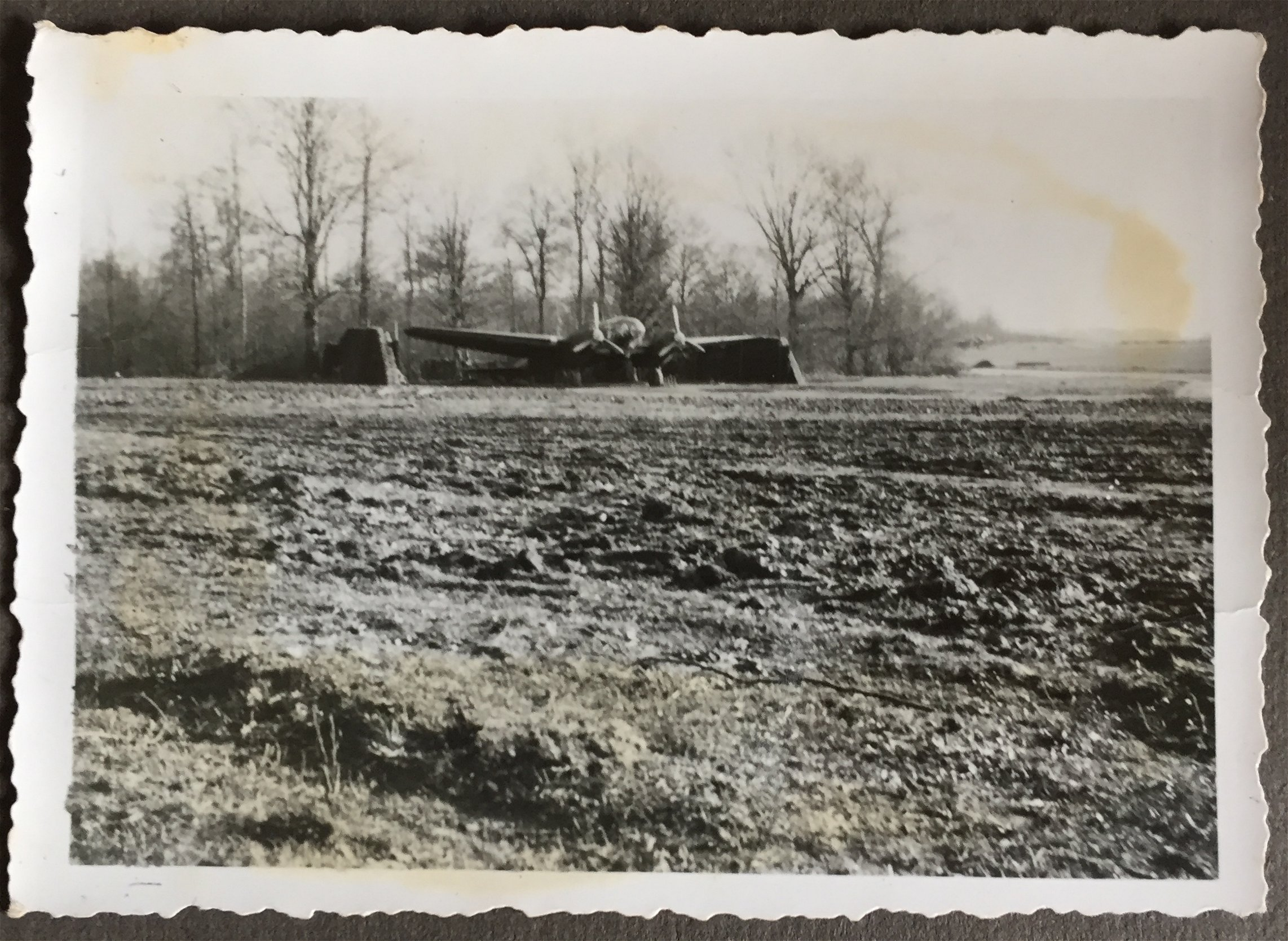
Heinkel He 111 in Nordfrankreich (1940)
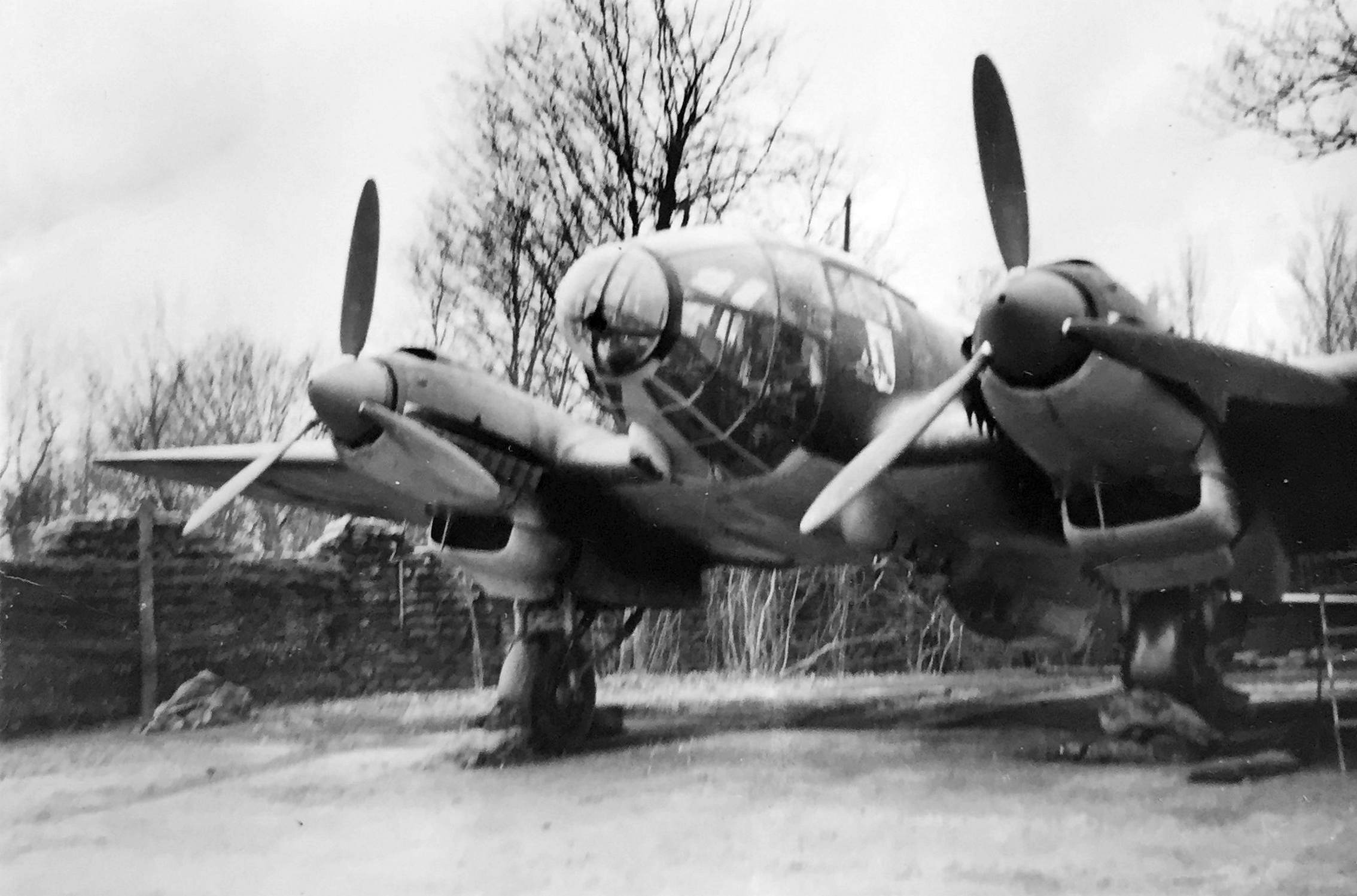
Heinkel He 111 (1940)
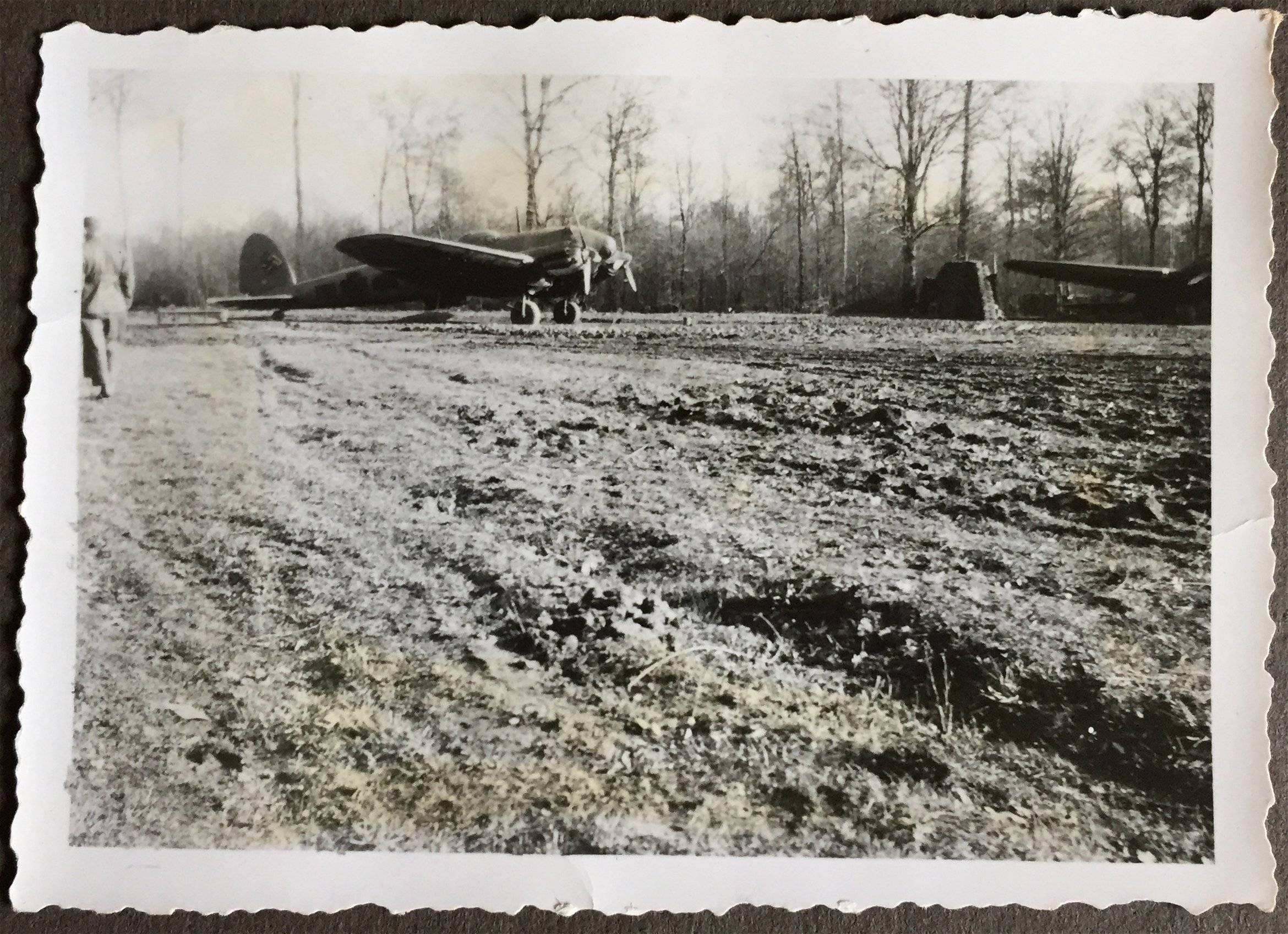
Dornier Do 17 (1940)
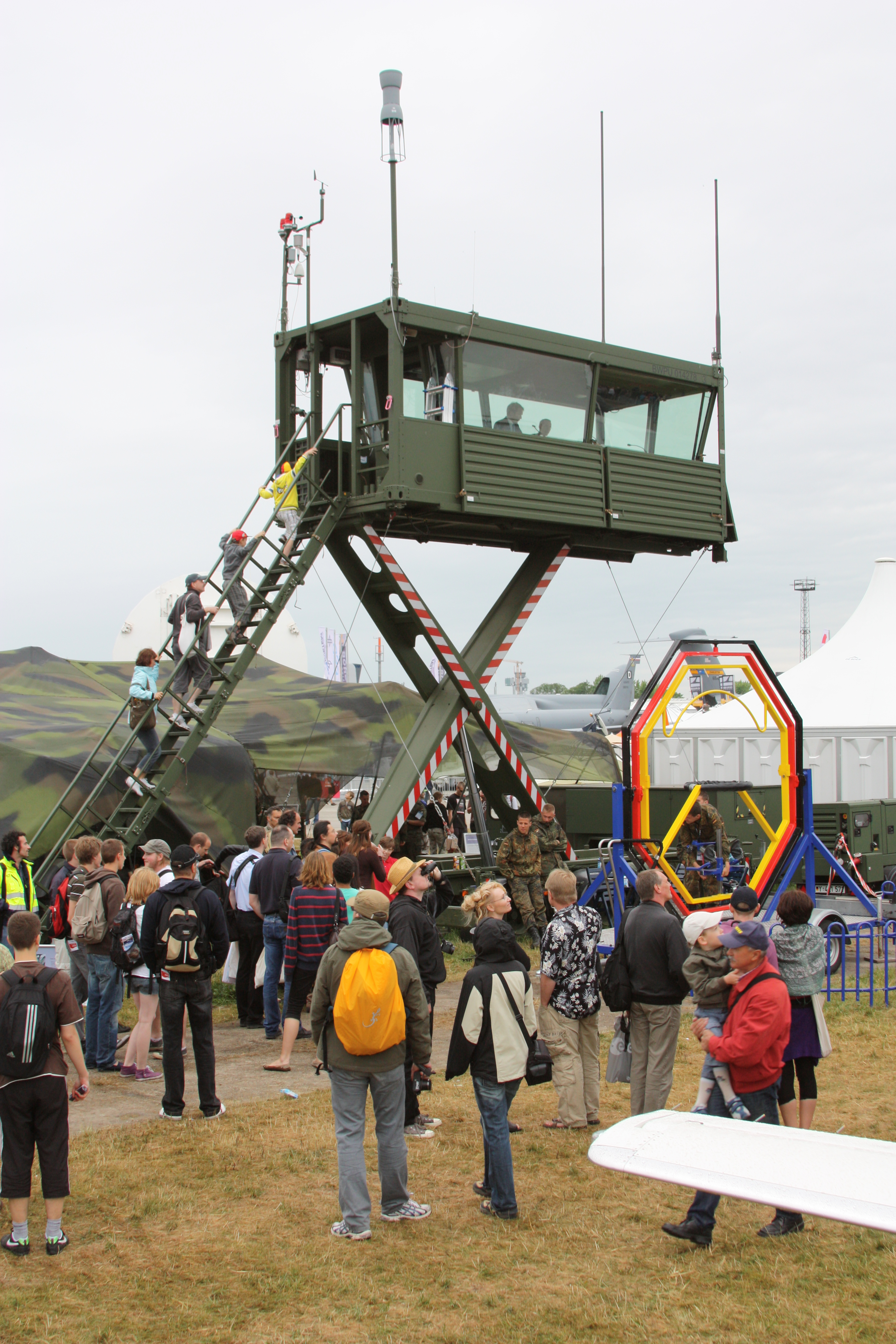
Mobiler Tower
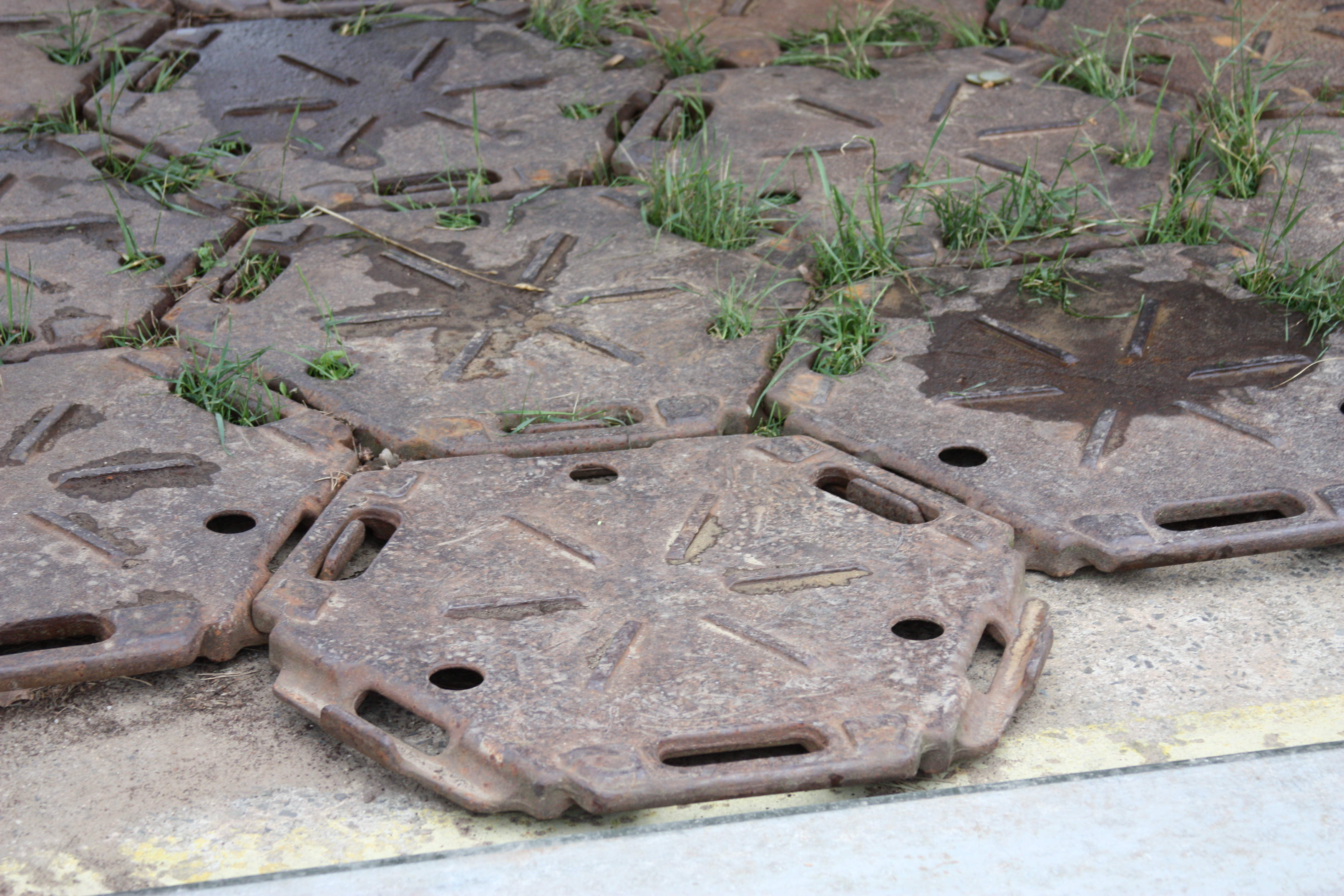
Sandbleche
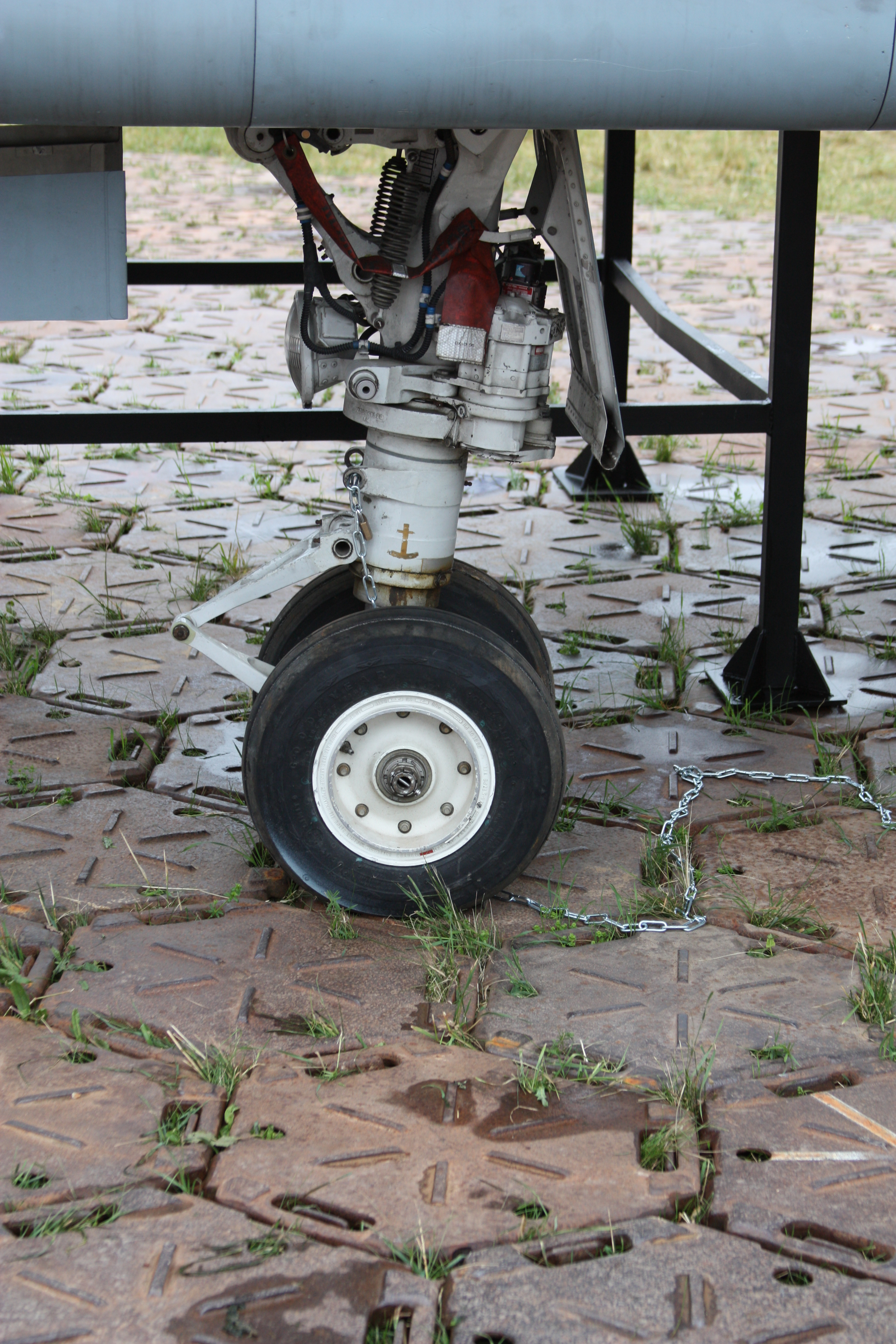
Sandbleche